# Forever (Fernsehserie, 2014)
Forever ist eine US-amerikanische Krimiserie mit Fantasy-Elementen, die sich mit der Geschichte des unsterblichen Gerichtsmediziners Dr. Henry Morgan beschäftigt. Die Serie wurde von 2014 bis 2015 von Warner Bros. Television in Zusammenarbeit mit Good Session und Lin Pictures für den US-Sender ABC produziert und besteht aus einer Staffel mit 22 Episoden. Ihre Erstausstrahlung hatte sie am 22. September 2014. Die deutschsprachige Erstausstrahlung fand ab dem 3. Februar 2015 auf dem Pay-TV-Sender Sat.1 emotions statt. Die deutsche Synchronisation entstand nach einem Dialogbuch und unter der Dialogregie von Susanne Boetius durch die Synchronfirma Antares Film in Berlin.

## Handlung
Dr. Henry Morgan ist ein Gerichtsmediziner in New York City, der sich nicht nur mit den Leichen in Kriminalfällen, sondern auch mit dem Rätsel seiner eigenen Unsterblichkeit auseinandersetzen muss. Diese entdeckte er vor über 200 Jahren, als er als Sohn eines Sklavenhändlers auf einem Sklavenhandelsschiff das Leben einiger erkrankter Sklaven schützen wollte und deshalb vom Kapitän des Schiffes erschossen wurde und ins Wasser stürzte. Seit damals war er zweimal verheiratet und hat einen adoptierten Sohn, Abraham. Dieser bewahrt das Geheimnis seines Vaters schon sein Leben lang.
Henry Morgan kann erkranken, erstochen oder erschossen werden und so sterben. Doch sein Tod ist, wie schon beim ersten Mal, nie von Dauer. Einige Sekunden (die genaue Zeitspanne hängt von der Todesursache ab), nachdem er stirbt, erwacht er nackt im nächstgelegenen größeren Gewässer.
Im Laufe der Staffel findet er heraus, dass er nicht der Einzige mit dieser Fähigkeit ist.

## Figuren
| Figur                    | Darsteller         | Deutscher Sprecher |
| ------------------------ | ------------------ | ------------------ |
| Dr. Henry Morgan         | Ioan Gruffudd      | Fritz Rott         |
| Det. Jo Martinez         | Alana de la Garza  | Diana Borgwardt    |
| Lucas Wahl               | Joel David Moore   | Christoph Banken   |
| Det. Mike Hanson         | Donnie Keshawarz   | Peter Lontzek      |
| „Abe“ Morgan             | Judd Hirsch        | Roland Hemmo       |
| Lt. Marcia Roark (Ep. 1) | Barbara Eve Harris | Almut Zydra        |
| Lt. Joanna Reece         | Lorraine Toussaint | Arianne Borbach    |
| Abigail Morgan           | MacKenzie Mauzy    | Sonja Spuhl        |
| Adam                     | Burn Gorman        | Otto Strecker      |

### Hauptfiguren
Doctor Henry MorganEr ist die Hauptfigur der Serie und ein in New York City tätiger Gerichtsmediziner. Geboren wurde er am 19. September 1779. Während seines bisherigen Daseins war er als Arzt auf einem Schiff mit afrikanischen Sklaven tätig, verbrachte einige Zeit in einer psychiatrischen Einrichtung, in die er durch seine erste Ehefrau Nora geschickt worden war, war mit dem Jack-the-Ripper-Fall betraut und kämpfte unter anderem im Zweiten Weltkrieg.
Detective Jo MartinezEine Polizistin der New Yorker Polizei, tätig im 11. Revier, die meist mit den Fällen, in die Dr. Henry Morgan verwickelt ist, betraut wird. Ihr Ehemann Sean Moore starb ein Jahr vor Handlungsbeginn.
Abraham „Abe“ MorganAuch Abe genannt, ist Henry Morgans engster Vertrauter, der als Baby aus einem Konzentrationslager gerettet und von Henry und dessen zweiter Ehefrau Abigail adoptiert wurde. Die meiste Zeit verbringt er mit seinem Vater Henry Morgan in deren Antiquitätenladen „Abe's Antiques“.

### Nebenfiguren
Lucas WahlEr ist Dr. Henry Morgans Assistent in der Gerichtsmedizin.
Lieutenant Joanna Reece (ab Ep. 2)Sie ist die Leiterin des 11. Reviers und somit die direkte Vorgesetzte von Jo Martinez und deren Partner Mike Hanson.
Detective Mike HansonEr ist der Partner von Detective Martinez.
Lewis „Adam“ Farber (ab Ep. 11)Er ist der Kontrahent und Gegenspieler der Hauptperson Doctor Henry Morgan und ebenfalls unsterblich – dabei aber weitaus älter als Henry.
Abigail MorganSie ist die verstorbene Frau von Henry Morgan.

## Episodenliste
| Nr. | Deutscher Titel                 | Originaltitel                           | Erstausstrahlung USA | Deutschsprachige Erstausstrahlung (D) | Regie             | Drehbuch                      | Zuschauer (USA) |
| --- | ------------------------------- | --------------------------------------- | -------------------- | ------------------------------------- | ----------------- | ----------------------------- | --------------- |
| 1   | Unsterblich                     | Pilot                                   | 22. Sep. 2014        | 3. Feb. 2015                          | Brad Anderson     | Matt Miller                   | 8,26 Mio.       |
| 2   | Der Mörder auf der Brücke       | Look Before You Leap                    | 23. Sep. 2014        | 10. Feb. 2015                         | Sam Hill          | Matt Miller                   | 6,62 Mio.       |
| 3   | Der Jungbrunnen                 | Fountain of Youth                       | 30. Sep. 2014        | 17. Feb. 2015                         | David Warren      | Janet Lin                     | 5,66 Mio.       |
| 4   | Die Kunst des Mordens           | The Art of Murder                       | 7. Okt. 2014         | 24. Feb. 2015                         | Jace Alexander    | Chris Fedak                   | 5,17 Mio.       |
| 5   | Die zweite Chance               | The Pugilist Break                      | 14. Okt. 2014        | 3. März 2015                          | John Kretchmer    | Phil Klemmer                  | 4,81 Mio.       |
| 6   | Jack the Ripper                 | The Frustrating Thing About Psychopaths | 21. Okt. 2014        | 10. März 2015                         | Zetna Fuentes     | Sarah Nicole Jones            | 4,95 Mio.       |
| 7   | Aus gutem Hause                 | New York Kids                           | 28. Okt. 2014        | 17. März 2015                         | Steve Shill       | Zev Borow                     | 4,95 Mio.       |
| 8   | Süße Schmerzen                  | The Ecstasy of Agony                    | 11. Nov. 2014        | 24. März 2015                         | Brad Anderson     | Allen MacDonald               | 4,23 Mio.       |
| 9   | Gestohlenes Leben               | 6 A.M.                                  | 18. Nov. 2014        | 31. März 2015                         | Peter Lauer       | Dean Carpentier, Matt Kester  | 4,43 Mio.       |
| 10  | Ein toter Royal im Central Park | The Man in the Killer Suit              | 2. Dez. 2014         | 7. Apr. 2015                          | Jace Alexander    | Cameron Litvack               | 5,17 Mio.       |
| 11  | Der anonyme Anrufer             | Skinny Dipper                           | 9. Dez. 2014         | 14. Apr. 2015                         | Steve Boyum       | Chris Fedak, Phil Klemmer     | 5,20 Mio.       |
| 12  | Töten oder getötet werden       | The Wolves of Deep Brooklyn             | 6. Jan. 2015         | 7. Juli 2015                          | Rob Bailey        | Zev Borow                     | 4,93 Mio.       |
| 13  | Diamanten sind für die Ewigkeit | Diamonds Are Forever                    | 13. Jan. 2015        | 14. Juli 2015                         | John Kretchmer    | Janet Lin                     | 4,75 Mio.       |
| 14  | Raubkunst                       | Hitler on the Half Shell                | 3. Feb. 2015         | 21. Juli 2015                         | David Warren      | Sarah Nicole Jones            | 4,40 Mio.       |
| 15  | Der König vom Columbus Circle   | The King of Columbus Circle             | 10. Feb. 2015        | 28. Juli 2015                         | Matt Barber       | Phil Klemmer                  | 4,62 Mio.       |
| 16  | Erinnerungen einer Ermordung    | Memories of Murder                      | 24. Feb. 2015        | 4. Aug. 2015                          | Zetna Fuentes     | Anderson Mackenzie            | 4,66 Mio.       |
| 17  | Cyber-Crime                     | Social Engineering                      | 3. März 2015         | 11. Aug. 2015                         | Antonio Negret    | John Enbom                    | 4,40 Mio.       |
| 18  | Der große Fluch                 | Dead Men Tell Long Tales                | 24. März 2015        | 11. Aug. 2015                         | Peter Lauer       | Chris Fedak, Matt Kester      | 4,42 Mio.       |
| 19  | Punk ist tot                    | Punk Is Dead                            | 31. März 2015        | 18. Aug. 2015                         | John F. Showalter | Ildy Modrovich                | 4,66 Mio.       |
| 20  | Soweit die Füße tragen          | Best Foot Forward                       | 7. Apr. 2015         | 18. Aug. 2015                         | John Kretchmer    | Sarah Nicole Jones, Zev Borow | 4,06 Mio.       |
| 21  | In der fraglichen Nacht         | The Night in Question                   | 21. Apr. 2015        | 25. Aug. 2015                         | Michael Fields    | Phil Klemmer                  | 4,04 Mio.       |
| 22  | Der letzte Tod                  | The Last Death of Henry Morgan          | 5. Mai 2015          | 25. Aug. 2015                         | Brad Anderson     | Matt Miller, Chris Fedak      | 4,13 Mio.       |